# Grande Sertão

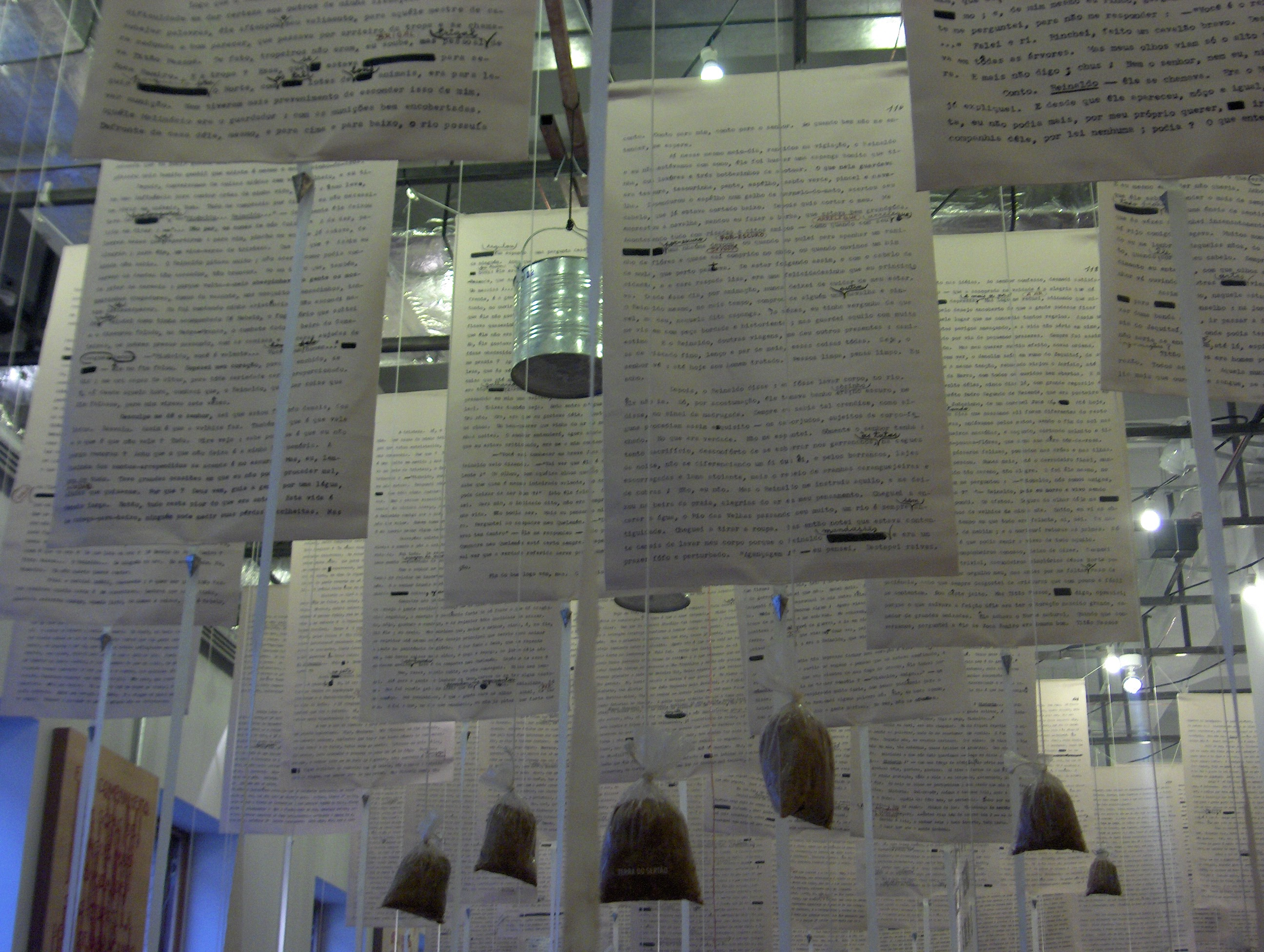
Pagine appese del romanzo Grande Sertão, opera prima di João Guimarães Rosa, nel Salão de Exposições Temporárias (salone di esposizione temporanee) del Museu da Língua Portuguesa (Museo della lingua portoghese a San Paolo).

Grande Sertão o Grande Sertão: Veredas è un romanzo dello scrittore brasiliano João Guimarães Rosa, scritto nel 1956 (tradotto in italiano da Edoardo Bizzarri nel 1970) ed è uno dei più importanti libri della Letteratura brasiliana. Pensato inizialmente come una delle novelle del romanzo Corpo de baile, pubblicato nello stesso anno, il 1956, divenne uno dei più importanti romanzi in lingua portoghese. Nello stesso anno Rosa pubblicò una quarta edizione della rivista di Sagarana. Nel 2006 il Museo della lingua portoghese realizzò un'esposizione sull'opera nel Salone delle esposizioni temporanee.
Talvolta l'autore è stato definito il James Joyce brasiliano, ma in realtà lo stile dell'opera ricorda molto da vicino Céline per l'uso colorito e pittoresco del linguaggio e per la funzione allusiva e simbolica della parola. Ad esempio al fine di descrivere l'esitazione di un esemplare equino davanti ad un ostacolo viene usata l'espressione "il cavallo filosofeggiò".

## Trama

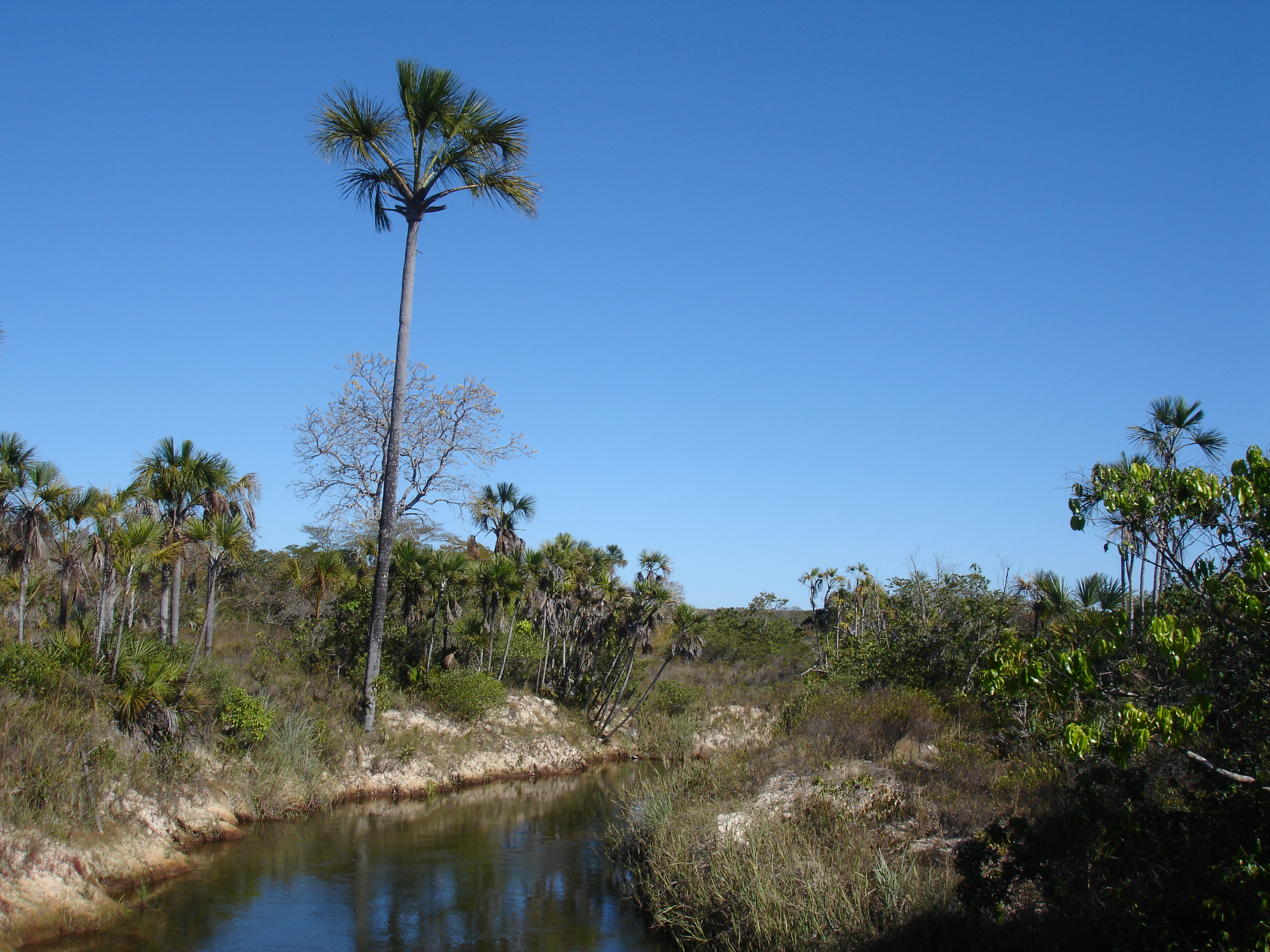
Foto del Parque Nacional Grande Sertão Veredas (Parco nazione Grande Sertao Veredas), creato nel 1989 nel comune di Formoso (Minas Gerais), in omaggio a João Guimarães Rosa e al suo romanzo. Il parco cerca di proteggere l'ecosistema, formato da veredas e chapadões do cerrado.

Grande Sertão: Veredas narra la storia di due personaggi Riobaldo e Reinaldo detto Diadorim. Riobaldo conosciuto anche come Tatarana nella prima parte e come Urutù Bianco nella seconda parte, è il protagonista della storia. Diadorim amico d'infanzia di Riobaldo è il figlio di Joca Ramiro, un capobanda di Jagunços.
Riobaldo, che vive l'infanzia ai margini del fiume Rio San Francisco, racconta la sua vita a un interlocutore estraneo ai fatti, a cui si rivolge col titolo di Vossignoria con un linguaggio e accento tipico sertanejo (= del sertão), una forma linguistica inusitata. Nella sua narrativa interpreta i segreti delle veredas, Riobaldo tesse la storia della sua vita in un discorso di scoperta e autoconoscenza, scoprendo il mondo del sertão; si rivela come se dicesse il sertão sono io per identificarsi.
In queste pericolose traversie, Riobaldo confronta le forze del bene e del male, incorporando nel flusso della memoria il filo della sua vita e narra delle grandi lotte delle bande dei Jagunços, descrive i fatti e le caratteristiche dei diversi personaggi e rivela il codice d'onore e dei procedimenti del Sertão brasiliano.
La narrativa non segue una forma lineare, comunque si evince la storia di Riobaldo. Racconta che dopo la morte della madre, una donna poverissima, va a vivere in una fazenda all'interno di Minas Gerais, con il suo padrino Selorico Mendes. Deluso da costui, che probabilmente era il vero padre, scappa di casa giovanissimo. Si aggrega a una banda di Jagunços comandata da Ze Bebelo, nel Sertão a sud di Bahia e a nord di Minas Gerais, ma fugge anche da questa banda e si unisce a un altro movimento di Jagunços dove incontra il suo amico d'infanzia, Diadorim.
Tuttavia per Riobaldo questa serie di avventure che vive con la nuova banda non gli dà soddisfazione. Una verità è che col passare del tempo si rende conto di amare Diadorim e l'impossibilità di realizzare questo sentimento lo lascia ogni volta frustrato. Il narratore vorrebbe lasciare i jagunços e partire con il suo amico, ma Diadorim non vuole abbandonare la vita di jagunço se non prima di vendicare suo padre Joca Ramiro, che fu tradito e assassinato da Ermogene e da Riccardone, leader di una banda rivale.
Diadorim era serio: non fornicare con nessuna donna. Senza paura, silenzioso, dai tratti fini e delicati, impressionava Riobaldo e esercitava su di lui un grande fascino.

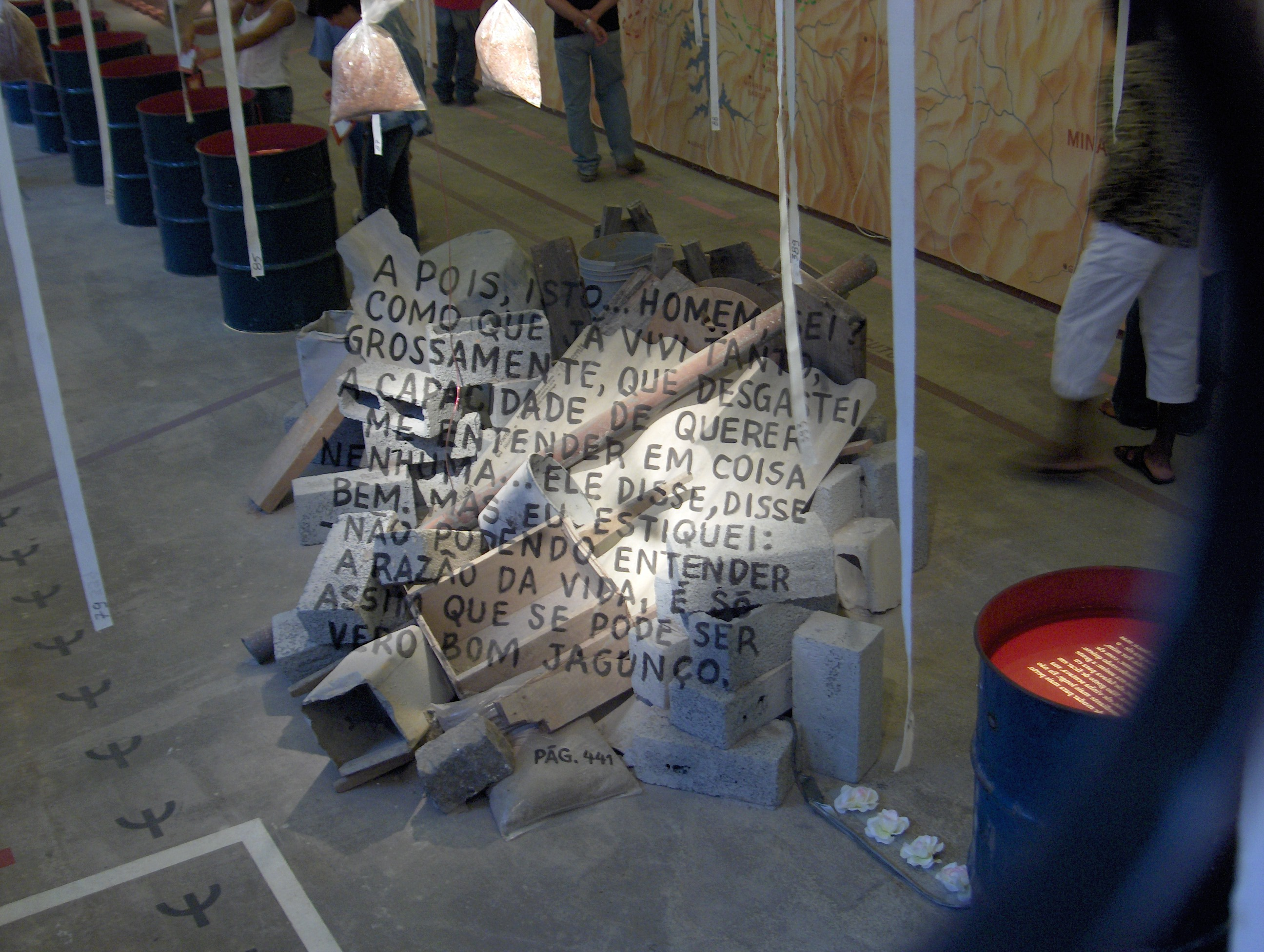
Esposizione: pagine del libro di Guimarães Rosa scritte con mattoni.

Riobaldo alla fine decide di vendicare la morte di Joca Ramiro, per lui è una questione d'onore. Sentendosi completamente intrappolato Riobaldo risolve facendo un patto col demonio, in modo che gli permetta di uccidere Ermogene e uscire dalla quella situazione.
In una notte scura Riobaldo va in un piccolo crocicchio, chiama il demonio col suo nome ma non riceve nessun tipo di risposta. Non è possibile affermare con certezza se il patto ci fu o meno. Questa tensione è estesa per tutto il racconto.
Di fatto dopo quella notte il comportamento di Riobaldo si modifica radicalmente, diventando lui stesso il capo della banda. Uno dei grandi dubbi di Riobaldo era giustamente sull'esistenza o meno del Diavolo e se fosse vero il patto col demonio. Durante il racconto si ripetono queste convinzioni personali, attitudine che ben descrive l'incostanza del personaggio. Questo continuo domandarsi si interiorizza sul bene e il male che risiedono in tutti noi.
Diadorim invece ha come obiettivo vendicare la morte del padre, Joca Ramiro e ci riesce dopo moltissime lotte e viaggi nel sertão. In un duello all'ultimo sangue uccide Ermogene, ma viene ferito mortalmente. Al ricevere la notizia della morte del suo amico, Riobaldo preso dall'intensità del momento e nella disperazione esclama "amore mio" davanti al corpo nudo a rivelare il grande segreto dell'amico: Diadorim, in verità, era una donna.
Dopo la tragica fine di Diadorim, Riobaldo rinuncia alla vita di jagunço e adotta un comportamento di devozione spirituale, orientato dal suo compare Clemente. Si sposa con Otacilia e diventa proprietario di due fazendas ereditate dal padre.

## Analisi

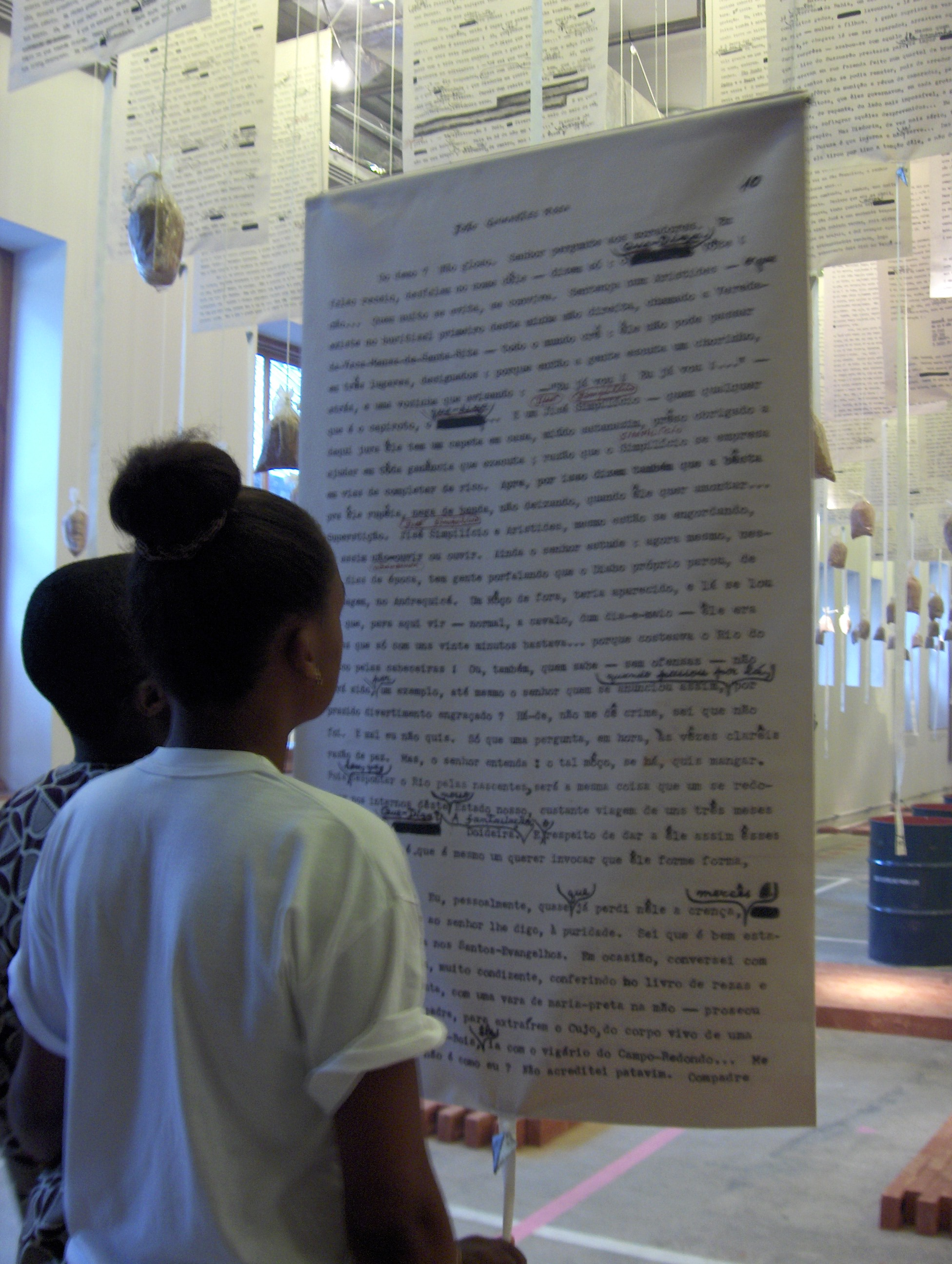
Esposizione: alcuni ragazzi leggono un fac-simile di una delle pagine del romanzo Grande Sertão (nella pagina si possono vedere le correzioni e alterazione fatte di proprio pugno dall'autore).

Sertão è un termine brasiliano che deriva dal portoghese desertão che significa grande deserto. Il sertão brasiliano è una regione semidesertica che si trova nell'interno di molti stati brasiliani del nord-est, è formato da altipiani e tavolati aridi con avvallamenti tra un tavolato e l'altro che sono al contrario molto fertili e ricchi di palme detti buritì.
Grande Sertão è l'espressione massima di quello che il saggista Dirce Cortes Riede chiamò del Sertão costruito nel linguaggio, questo è, il sertão dei Campos Gerais appropriato e ricreato dalla poesia Rosiana. Più estesa della narrativa dell'autore, il libro è la narrazione del personaggio Riobaldo, dei suoi viaggi nel sertão.
Il jagunço Riobaldo racconta la sua saga a un ascoltatore colto e letterato, la cui presenza è percettibile solo dal discorso del narratore.
Il progetto di João Guimarães Rosa su Grande Sertão è il discorrere sugli elementi universali, allegoricamente contestualizzati in un ambiente regionale decentrato, in una forma scritta poetica segnata da numerose idiosincrasie. Questa forma eleva il sertão alla condizione di locus hominis: il sertáo è la dimensione del mondo.
Il sertão è "dove il pensiero della gente è più forte del luogo", è il pathos dove la vita contemplativa è assurda e supera l'automatismo della tecnica moderna e del senso comune ("quando mi sveglio, non grido: tutto cioè che è bello è assurdo - Dio stabile). Questo pathos è l'altezza dell'uomo che trasborda nella sua individualità e si riscopre nel mondo.
L'aridità sertaneja (del sertão), enfatizzata soprattutto nel linguaggio idiomatico locale, contrasta con la dimensione universale della narrativa di Riobaldo. L'uomo e il mondo, realtà e sogno, terreno e divino, sono aspetti del medesimo conflitto, contemplato esaurientemente dalla letteratura universale (caso paradigmatico sono l'Iliade di Omero, la Divina Commedia di Dante o Don Chisciotte di Miguel de Cervantes e il Faust di Goethe) e che nell'opera di Guimarães Rosa figura sotto il paradosso "sertão-grande-sertão".
Guimarães Rosa dichiarò che questo romanzo è una sua "autobiografia irrazionale". Il grande sertão è l'evento del miracolo nel "viavai della vita stupida" e scettica, incredula di se stessa. È la constatazione piena della frase ripetuta di Riobaldo; "vivere è molto pericoloso". Come autobiografia, è la proposta di vivere di forma trascendente alla limitata condizione umana: invece di vivere per raccontarla, l'autore la racconta per viverla.

## Adattamenti
Nel 1985 Rede Globo realizzò una miniserie adattata da questo romanzo, trasmessa nello stesso anno, scritta da Walter George Durst e diretta da Walter Avancini, con Tony Ramos nelle vesti di Riobaldo e Bruna Lombardi nelle vesti di Diadorim. La miniserie su prodotta anche su DVD, nel 2006.
Nel 2001 il romanzo su inserito in forma di opera nello spettacolo "Sertão Sertões, Uma Cantata Cênica", di Rufo Herrera co-diretto da Carlos Rocha, sceneggiatura e costumi di André Cortez. Il cast comprendeva il Coro Lirico, l'Orchestra Sinfonica, la Compagnia di Danza del Palazzo delle Arti e attori invitati.